# 김동면
김동면(金東勉, 1956년 10월 24일 ~ )은 대한민국의 바둑 기사이다.

## 약력
서울 출신으로 1983년 프로에 입단했다. 1985년 제1기 신왕전 본선과 1989년 제20기 명인전 본선, 1993년 제1기 한국이동통신배 본선에 진출했다. 1996년 기성전과 대왕전, 명인전, 천원전, 삼성화재배 본선에 올랐다. 1998년 7단으로 승단했고 제3기 테크론배와 배달왕, 기성전 본선에 진출했다. 2003년 8단을 거쳐 2009년 6월에 9단으로 승단하였다.